# Dominique Langevin
Dominique Langevin, née Cruchon en 1947, est une chercheuse française, physico-chimiste, spécialiste en tension superficielle. Elle est directrice de recherche CNRS au Laboratoire de physique des solides de l'Université Paris Sud. Ses travaux sont récompensés de plusieurs prix.

## Biographie
Agrégée de physique[Quand ?], Dominique Anne-Marie Cruchon est née à Angoulême le 24 juillet 1947. Elle est la fille de Maurice Cruchon, directeur dans les assurances, et de Jacqueline Maujean. Elle épouse le mathématicien Michel Langevin en 1969.
Dominique Langevin commence sa carrière à l'École normale supérieure de Paris au sein du laboratoire des professeurs Alfred Kastler et Jean Brossel. Ses premiers travaux portent sur la diffusion de la lumière en surface. Elle travaille également au Collège de France dans le laboratoire de Pierre-Gilles de Gennes. Elle a dirigé le centre de recherche Paul Pascal à Bordeaux.
Elle publie des travaux sur la surface des cristaux liquides, la viscoélasticité des couches monomoléculaires, les basses tensions interfaciales avec les micro-émulsions, les propriétés des mélanges de polymères et de tensioactifs, les films de savon, la stabilité des mousses et des émulsions.
Elle est directrice de recherche CNRS à l'Université Paris-Sud.
Dominique Langevin obtient un Grand prix de l'Académie des sciences en 1991, le prix Unesco L’Oréal Women in science en 2005, et devient Chevalier de la Légion d’honneur en 2006. Elle participe à la Nuit des sciences le 6 juin 2014 sur les questions autour de l'avenir de la science.
Elle est l'auteure de plus de 400 articles scientifiques et de 2 livres. Elle est membre de l'Academia Europaea et ambassadrice de l'European Year of Creativity and Innovation en 2009.

## Hommages et distinctions
- 1991 - grand prix de l'Académie des sciences[6]
- 2002 - Médaille d'argent du CNRS[7]
- 2005 - Lauréate pour l'Europe du prix L'Oréal-Unesco pour les femmes et la science[8]
- 2006 - Chevalier de la Légion d'honneur[9]
- 2012 - Lauréate de la médaille d'or Overbeek [10]

Un amphithéâtre à l’École polytechnique porte son nom.